# Pase de batalla
Un pase de batalla (en inglés: battle pass), en la industria de los videojuegos, es un tipo de monetización que proporciona contenido adicional para un juego, generalmente a través de un sistema escalonado, recompensando al jugador con elementos del juego por jugar y completar desafíos específicos. Inspirado en el sistema de venta de boletos del pase de temporada y que se originó con Dota 2 en 2013, el modelo del pase de batalla ganó popularidad porque se usó como alternativa a las tarifas de suscripción y las cajas de recompensas a partir de finales de la década de 2010. Los pases de batalla tienden a ofrecer pases gratuitos, que están disponibles para todos los usuarios, y un pase premium que requiere de dinero real (como el dólar o euro) o ficticio (del propio juego), que se suele comprar con microtransacciones.

## Concepto

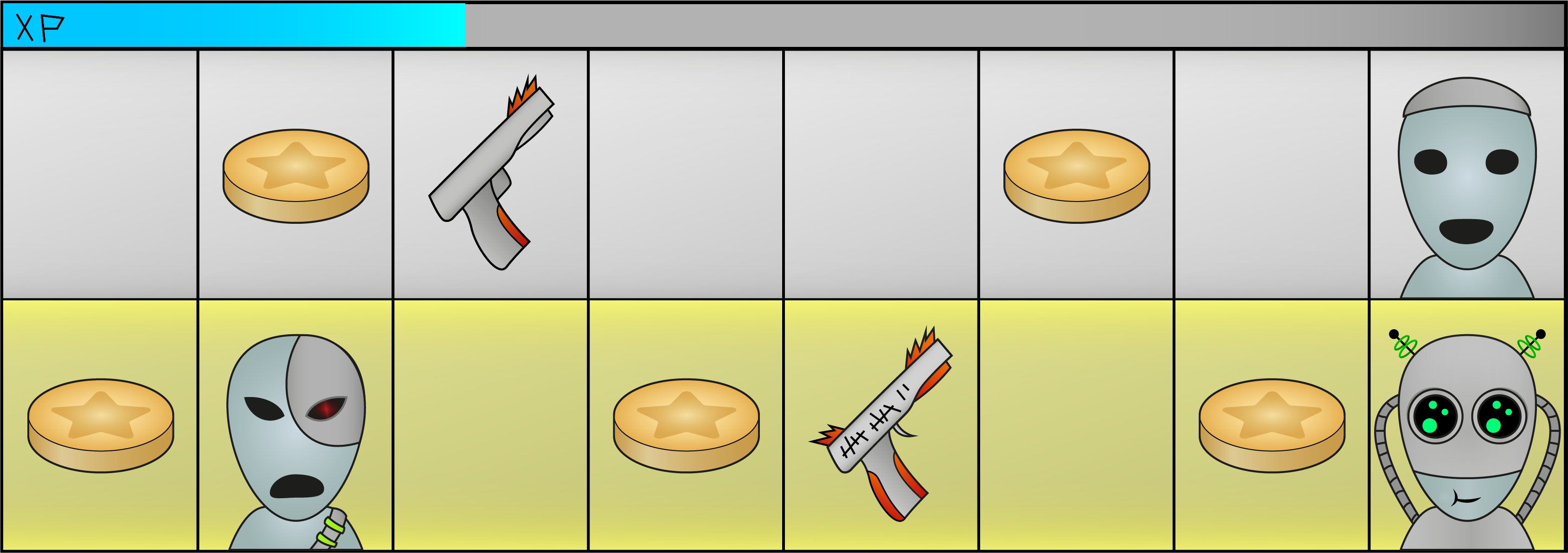
Representación de un pase de batalla

Dentro de un videojuego, un pase de batalla puede ofrecerse gratis a un jugador, o puede requerir que el jugador lo compre a través de microtransacciones. Una vez obtenido, el pase de batalla presenta al jugador una serie de niveles de recompensa; al ganar suficiente experiencia para completar el nivel, el jugador obtiene las recompensas ofrecidas en ese nivel. Estas recompensas son típicamente de naturaleza cosmética, como opciones de personalización de personajes y armas (también conocidas como "skins"), emoticones y otros elementos que muchas veces no afectan al juego. Se proporcionan recompensas más deseables en niveles más altos. La experiencia se gana a través del juego normal y, a menudo, a través de desafíos, mientras que algunos juegos ofrecen una forma de acelerar la progresión a través de un pase de batalla mediante el uso de microtransacciones. En los juegos que ofrecen pases de batalla gratuitos y de pago, el pase gratuito puede tener un número muy limitado de niveles u ofrecer menos recompensas o menos deseables, pero el progreso y subida de niveles del jugador en el juego se guardarán lo que permite comprar ese pase de batalla en cualquier momento para reclamar las recompensas.
Los pases de batalla y las recompensas contenidas solo están disponibles por un tiempo limitado, generalmente unos meses, después de lo cual se puede adquirir un nuevo pase de batalla de temporada con un nuevo conjunto de recompensas. La mayoría de los elementos del pase de batalla no se pueden obtener una vez finalizada la temporada. Los pases de batalla pueden tener diferentes nombres según el juego. Por ejemplo, Rocket League, PlayerUnknown's Battlegrounds y Fortnite: Salvar el mundo ofrecen el «Rocket Pass Premium», «Royale Pass» y «Pase de batalla» respectivamente.

## Historia

### Dota 2
Uno de los primeros ejemplos conocidos de un concepto de pase batalla se vio en Dota 2 durante un evento que rodeaba La Internacional 2013, el torneo de esports anual del juego. Llamado el "Compendio", este pase proporcionó contenido único en el juego y otras características para aquellos jugadores que lo compraron, el 25% de todos los ingresos obtenidos de éste fue para el premio acumulado del evento. En 2016, Valve incluyó el "Compendio" en el Pase de Batalla Internacional más grande, y luego introdujo un pase mensual con su función de suscripción Dota Plus en 2018. Valve también agregó "pases de campaña" a Team Fortress 2 con eventos especiales en 2015. El pase de campaña le dio al jugador que lo compró una serie de objetivos para completar durante el evento y así recibir opciones de personalización únicas.

### Fortnite
La popularidad de estos pases creció significativamente en 2018 cuandó se agregó a Fortnite Battle Royale. Su éxito desbocado en una escala rara vez vista antes atrajo un gran interés hacia sus métodos de monetización. El juego gratuito adoptó un calendario de lanzamientos impulsado por una «temporada», cada temporada duraba 10 semanas (o, a veces, más), durante las cuales se ofrecía un nuevo conjunto de elementos cosméticos y gestos. El recién creado "Pase de batalla" se agregó a partir de su segunda temporada, durante un tiempo en el que el juego estaba experimentando un gran crecimiento en su base de jugadores y ha sido utilizado por el juego desde entonces. Los pases de batalla se compran a través de una moneda del juego llamada V-bucks (o, también llamados, pavos), que debe comprarse con dinero del mundo real a través de microtransacciones o ganarse a través de Fortnite: Salvar el mundo. El analista Michael Pachter estimó que el primer día de la tercera temporada, en febrero de 2018, Epic vendió más de cinco millones de pases de batalla, generando más de 50 millones de dólares en ingresos en un solo día. Con la expansión de Fortnite a dispositivos móviles en marzo de 2018, las estimaciones de ingresos del juego fueron de cientos de millones de dólares por mes en los meses siguientes, principalmente por las ventas de pases de batalla.
Al mismo tiempo que Fortnite se estaba convirtiendo en un éxito, la industria de los videojuegos había estado lidiando con el problema de las cajas de recompensas, otro esquema de monetización en el que los jugadores gastan dinero real para abrir cajas que contienen una variedad aleatoria de elementos del juego. A finales de la década de 2010, estas cajas enfrentaron el escrutinio de varios grupos relacionados con el gobierno, creyendo que fomentaban las apuestas, especialmente para jugadores jóvenes. Los pases de batalla se consideraron una opción preferible a las cajas de recompensas, ya que los jugadores podrían ver todas las recompensas que podrían ganar, incluso si necesitaban pasar una gran cantidad de tiempo completando todos los niveles, asegurando que los jugadores continuaran jugando el juego. Además, los desarrolladores ofrecían a los jugadores comprar niveles y así tenían ingresos adicionales.
Cada vez más videojuegos incluidos Call of Duty: Mobile, PUBG Mobile, Clash of Clans, Brawl Stars, entre otros, han comenzado a utilizar el sistema de pase de batalla en sus juegos.